# 內閣改組
內閣改組（英語：Cabinet reshuffle），簡稱換閣（Shuffle）是指政府首脑改變他的內閣，牽涉部長去留或換職。改組較常發生在議會制國家，反之其他政體的內閣，因閣員的提名須獲立法機關確認，而較少發生。至於独裁政權缺乏制衡下，內閣改組亦非常鮮有。

## 議會制
議會制的國家較常出現內閣改組，原因不一。其一，政府需要委任新人接替辭職、退休或逝世的閣員；其二，民意低迷時的內閣改組可以為政府注入新能量、重拾管治力量、帶來新氣象，包括提攜受歡迎官員、邀請支持者入閣、和將政績差劣的降級甚或革職；其三，內閣改組容許政府裁撤或創立新部門，以及重新指配職責，加強管治效能或轉移施政重心。若執政黨在選舉過後仍手執權力的話，首相或總理也可能會因應選舉結果而調整施政方針，繼而改組內閣；而若果擔任閣員的議員因退休而放棄連任，或競逐連任不果，都會促使換閣。同樣地，若同黨新揆上任的話，接班人也可能會大幅改組政府，反映政策之別。以英國為例，新任首相莊漢生上任後，超過七成的閣員都被革職或辭職，是當地執政黨不下野的情況下，最大規模的內閣改組。

## 其他政體

### 半總統制

#### 臺灣
中華民國的政治體系較類似於半总统制，雖然閣員並非由立法委員兼任，但內閣改組亦相當頻繁，其理由可能是基於地方選舉敗選、重大施政不力或閣揆接任其他憲政職務等等。自1996年總統民選以來，平均每任總統的八年任期內，內閣至少改組6次。

### 總統制

#### 南韓
大韩民国的政治體制偏向总统制，但與美国不同，內閣改組並不罕見，特別是當執政黨在地方選舉或國會大選落敗時，國務總理往往會率領內閣提出總辭。以文在寅政府為例，其五年任期中內閣就改組了三次，每屆內閣任期平均僅有一年餘。

#### 美國
美国是典型的总统制國家，內閣改組在其政治實踐中頗為少見，因為內閣閣員並非必定要在國會中揀選。入閣條件通常都是視乎資歷能否勝任某一範疇，亦因此鮮有閣員會在任職一段時間後被調任其他職位。況且閣員的任命需要獲參議院通過，令到總統更無心力推動換閣。不過也有例外的，比尔·克林顿總統任內的商務部長诺曼·峰田，就在下任總統乔治·沃克·布什任內出任運輸部長。
至於在独裁國家，由於缺乏權力分立與制衡，因此內閣改組只會聽憑君主或獨裁者旨意，而不定期甚至較少進行。

## 外部連結
- 维基词典中的词条「reshuffle」